# بیمارستان میسیساگا
بیمارستان میسیساگا (انگلیسی: Mississauga Hospital) یک بیمارستان آموزشی در منطقهٔ میسیساگا در کلان‌شهر تورنتو در استان انتاریو است. این بیمارستان در سال ۱۹۵۸ میلادی با نام بیمارستان پیل جنوبی افتتاح شد و در سال ۱۹۸۰ به عنوانِ فعلی‌اش تغییر نام داد. این بیمارستان به‌همراه بیمارستان کِـرِدیت وَلی و مرکز سلامت کوئینزوِی، شبکهٔ همیاران سلامت تریلیوم را تشکیل می‌دهند.

## برنامه‌ها و خدمات
- مرکز منطقه‌ای سکته‌های مغزی: مرکز سکته مغزی هارولد جی. و جون سی. شیپ[۲]
- مرکز منطقه‌ای بیماری‌های قلب و عروق: مرکز سلامت قلب هیزل مک‌کالین
- مرکز منطقه‌ای جراحی مغز و اعصاب
- پزشکی داخلی و شاخه‌های فوق‌تخصصی آن
- مراقبت فشرده
- جراحی
- روان‌پزشکی
- مرکز مراقبت‌های خانواده کلنل ساندرز
  - پزشکی زایمان و پزشکی زنان
  - پزشکی کودکان
- تصویربرداری تشخیصی و رادیولوژیِ مداخله‌ای (درمانی)
- مرکز مدیریت دیابت
- خدمات اورژانس (۲۴ ساعته)[۳]
- کلینیک تخصصی سارس مه در خلال همه‌گیری سال ۲۰۰۳ فعال بود.[۴]
- سرجی‌سنتر - بزرگ‌ترین مرکز جراحی سرپایی در آمریکای شمالی[۵]